# Hyacinthaceae
Hyacinthaceae (породица зумбула) је породица монокотиледоних биљака. Статус породице постоји у неколико класификационих схема (Далгренов систем, APG II систем), док у већини система родови ове породице припадају породици љиљана (Liliaceae). У схеми APG II породица припада реду Asparagales, али је препоручено њено укључивање у породицу аспарагуса (Asparagaceae).
Познатији родови ове породице су пролећнице зумбул (Hyacinthus), птичји лук (Ornithogallum), никсица (Scilla) и пресличице (Muscari, Leopoldia). Породица је распрострањена углавном у Старом свету, са највећом разноврсношћу у областима Медитерана и Јужне Африке.

## Карактеристике припадника породице[3]
Врсте породице Hyacinthaceae су зељасте вишегодишње биљке, које поседују подземне или надземне луковице. Цваст је грозд који може бројати и до стотину цветова. Плодник је натцветни, сем у роду Bowiea где је полупотцветни. Цветна дршка, иако може достићи изванредне величине, никад не носи листове. Цветове већине родова посећују инсекти.
Hyacinthaceae расту на сунчаним, отвореним стаништима са сувим и топлим периодом вегетације. У умереним температурним пределима планете биљке су по животној форми геофите, које насељавају листопадне шуме и цветају у пролеће. Поједине врсте, попут мадагаскарске Rhadamanthus urgineoides, живе као епифите у тропским кишним шумама.

## Систематика и филогенија унутар породице
Породица Hyacinthaceae броји око 70 родова и 1000 врста. У оквиру породице постоје четири монофилетске групе, којима је дат статус потпородица — Hyacinthoideae, Ornithogaloideae, Oziroëoideae, Urgineoideae. Најпримитивнији представници су врсте јужноамеричког рода Oziroë, односно потпородица Oziroëoideae. У оквиру осталих потпородица најбазалнији су јужноафрички представници, што можда упућује на географско порекло породице.
КЛАСИФИКАЦИОНА СХЕМА ПОРОДИЦЕ ДО НИВОА РОДА
потпородица 
род 
потпородица 
родови
-{Albuca
Battandiera
Dipcadi
Galtonia
Neopatersonia
Ornithogalum 
Pseudogaltonia}-
потпородица 
родови
-{Bowiea
Drimia
Igidia 
Litanthus
Rhadamanthus
Rhodocodon
Schizobasis
Tenicroa
Thuranthos
Urginea}-
потпородица 
племе 
родови
-{Alrawia 
Autonoe 
Barnardia 
Bellevalia
Brimeura
Chionodoxa
Chouardia
Fessia
Hyacinthella 
Hyacinthoides 
Hyacinthus
Leopoldia}- 
-{Muscari 
Nectaroscilla
Oncostema 
Othocallis
Pfosseria
Prospero}- 
-{Puschkinia
Schnarfia
Scilla 
Tractema
Zagrosia}-
племе 
родови
-{Daubenya
Eucomis
Lachenalia
Ledebouria 
Massonia
Merwilla 
Schizocarphus 
Spetaea 
Veltheimia}-
племе 
род 